# Tasmanian Devil
Taz (no original, Tasmanian Devil) é um personagem dos desenhos animados Looney Tunes. Taz é um diabo-da-tasmânia, que se locomove num redemoinho e devora tudo que vê pela frente.

## Características
Como o mais jovem dos Looney Tunes, o demônio da Tasmânia, ou "Taz", como ele veio a ser conhecido, é geralmente retratado como um carnívoro estúpido com um temperamento notoriamente curto e com pouca paciência. Ele come qualquer coisa, com um apetite que parece não conhecer limites. Ele é mais conhecido por seu discurso que consiste principalmente de grunhidos, rosnados e cuspes, e sua capacidade de girar e morder qualquer coisa. O seu único amigo na era de ouro de animação americana era o Eufrazino (Yosemite Sam), o pistoleiro.

## Criação
Enquanto os animadores da Warner Bros. pensavam em um novo adversário para Pernalonga, o diretor Robert McKimson considerou que o único animal que faltava era o diabo-da-tasmânia, que ele conhecia por meio de palavras cruzadas. O personagem então foi desenhado como um monstrinho voraz e rabugento, embora sem muita semelhança com o animal real. Há a sugestão que o personagem foi inspirado no ator tasmaniano Errol Flynn. O animador Ted Bonnicksen depois criou um guia de desenho para o personagem.
O curta de estreia de Taz, Devil May Hare, foi lançado em 1954, e o produtor Edward Selzer logo deu ordens de engavetar o personagem, considerando-o violento e potencialmente impopular. Porém alguns anos depois o presidente do estúdio Jack L. Warner perguntou o que ocorreu com o personagem, dizendo que inúmeros fãs tinham escrito cartas declarando que queriam ver mais dele.

## Aparições
Taz aparecera apenas em 5 curtas, o primeiro em 1954. Com exceção de Ducking the Devil, de 1957, onde o adversário era o Patolino, todos tinham Taz contra Pernalonga. Marketing e televisão aumentaram sua popularidade, garantindo inclusive um seriado nos anos 90, Taz-Mania onde ele ganhou uma família.  Desde então apareceu em filmes como Space Jam e Looney Tunes: Back in Action, e séries como The Looney Tunes Show e Looney Tunes Cartoons.
Em Baby Looney Tunes, ele não maltrata ninguém, mas tem a mesma mania de morder e se locomover num redemoinho, que às vezes, derruba e quebra algumas coisas.

## Vozes
- Mel Blanc (1954–1989, outras aparições desde então com áudios de arquivo)
- Jeff Bergman (Tiny Toon Adventures, Taz-Mania (Sega Mega Drive), Taz in Escape from Mars, Chasers Anonymous,[7][8] propaganda do Boomerang bumper,[9] Looney Tunes Dash, Who Stole My Chicken?,[10])[11]
- Noel Blanc (secretária eletrônica You Rang?,[12] Tiny Toon Adventures)[11]
- Maurice LaMarche (Tiny Toon Adventures)[11]
- Greg Burson (Bugs Bunny's Birthday Ball, Discover the World with Bugs Bunny,[13] Tiny Toon Adventures, Taz-Mania (Super NES), The Toonite Show Starring Bugs Bunny,[14] Bugs Bunny: Rabbit Rampage,[15][16] Looney Tunes B-Ball,[17][16] Warner Bros. Kids Club[18])[11]
- Jim Cummings (Taz-Mania, Have Yourself a Looney Tunes Christmas,[19] Hip-Hop Hare,[20] Bugs & Daffy Sing the Beatles,[21] Animaniacs, The Sylvester & Tweety Mysteries, Superior Duck, Bugs & Friends Sing Elvis,[22] Bugs Bunny's Learning Adventures,[23][24] Looney Tunes: What's Up Rock?!,[25] Tweety's High-Flying Adventure, Histeria!, Duck Dodgers, Bah, Humduck! A Looney Tunes Christmas, The Looney Tunes Show, New Looney Tunes, Space Jam: A New Legacy (falas adicionais),[26] MultiVersus, Looney Tunes: Wacky World of Sports, variados comerciais, jogos e webdesenhos)[11][27][28]
- Keith Scott (Looney Tunes Musical Revue,[29][30] The Christmas Looney Tunes Classic Collection,[31] Spectacular Light and Sound Show Illuminanza,[32][33] comercial do KFC,[34] Looney Tunes: We Got the Beat!,[25][35] Looney Tunes LIVE! Classroom Capers,[36] The Looney Tunes Radio Show,[37][38] Looney Tunes Christmas Carols[39][40][41])[11][42][43][44]
- Dee Bradley Baker (Space Jam)[11]
- Frank Welker (The Junkyard Run)[45]
- Joe Alaskey (The Looney Tunes Kwazy Christmas,[46] desenhos online do Looney Tunes, Looney Tunes ClickN READ Phonics[47])[11]
- Ian James Corlett (Baby Looney Tunes, Baby Looney Tunes' Eggs-traordinary Adventure)
- Brendan Fraser (Looney Tunes: Back in Action)
- Neil Fanning (Scooby-Doo 2: Monsters Unleashed)
- Eric Bauza (Looney Tunes: World of Mayhem, ACME Fools, comercial do Warner Bros. World Abu Dhabi)[11]
- Fred Tatasciore (Looney Tunes Cartoons, Space Jam: A New Legacy, Bugs Bunny Builders,[48] Tiny Toons Looniversity,[49][50] Teen Titans Go!)[11][51]
- Mike Henry (Family Guy)[52]
- Steve Blum (Taz: Quest for Burger)[53]